# Amethi
Amethi là một thị xã và là một nagar panchayat của quận Lucknow thuộc bang Uttar Pradesh, Ấn Độ.

## Địa lý
Amethi có vị trí 26°09′B 81°49′Đ / 26,15°B 81,82°Đ Nó có độ cao trung bình là 100 mét (328 feet).

## Nhân khẩu
Theo điều tra dân số năm 2001 của Ấn Độ, Amethi có dân số 11.366 người. Phái nam chiếm 53% tổng số dân và phái nữ chiếm 47%. Amethi có tỷ lệ 39% biết đọc biết viết, thấp hơn tỷ lệ trung bình toàn quốc là 59,5%: tỷ lệ cho phái nam là 46%, và tỷ lệ cho phái nữ là 31%. Tại Amethi, 18% dân số nhỏ hơn 6 tuổi.